# Châteauneuf-du-Faou
Châteauneuf-du-Faou é uma comuna francesa na região administrativa da Bretanha, no departamento Finisterra. Estende-se por uma área de 42,44 km². Em 2010 a comuna tinha 3 765 habitantes (densidade: 88,7 hab./km²).